# 춤추는 소녀상
춤추는 소녀상은 최초의 도시 중 하나였던 모헨조다로 (오늘날의 파키스탄)의 인더스 문명 도시에서  기원전 2300년c.–기원전 1751년경 밀랍 주조로 만들어진 선사 시대 청동상이다. 이 조각상은 높이 10.5 센티미터 (4.1 in)이며, 누드의 젊은 여성 또는 소녀가 양식화된 장신구를 착용하고 자신감 있고 자연스러운 자세로 서 있는 모습을 묘사한다. 춤추는 소녀상은 예술 작품으로서 매우 높이 평가된다.
이 조각상은 영국 고고학자 어니스트 J. H. 매케이가 1926년 모헨조다로의 "HR 지역"에서 발굴했다. 현재는 1947년 인도의 분할 시 인도에 할당되어 국립박물관, 뉴델리에 소장되어 있다.

## 역사
1926년 모헨조다로 발굴 후, 이 조각상과 다른 유물들은 처음에는 라호르 국립박물관에 보관되었지만, 나중에 영국령 인도 제국의 새로운 수도를 위해 새로운 "중앙 제국 박물관"이 계획되고 있던 뉴델리의 인도 고고학 조사국 본부로 옮겨졌고, 그곳에서 최소한 일부가 전시될 예정이었다. 인도의 독립이 다가오고 있다는 것이 분명해졌지만, 인도의 분할은 과정 후반까지 예상되지 않았다.
새로운 파키스탄 당국은 자신들의 영토에서 발굴된 모헨조다로 유물의 반환을 요청했지만, 인도 당국은 거부했다. 결국, 총 12,000점 (대부분 옹기 조각)의 유물들을 양국이 균등하게 분할하기로 합의했다. 일부 경우에는 매우 문자적으로 적용되어, 일부 목걸이와 허리띠의 구슬들이 두 더미로 나뉘기도 했다. "가장 유명한 두 조각상"의 경우, 파키스탄은 사제왕상을 요청하여 받았고, 인도는 훨씬 작은 춤추는 소녀상을 보유하게 되었다.
모헨조다로 유물의 분할이 분할 당시 양국 정부에 의해 합의되었음에도 불구하고, 일부 파키스탄 정치인들은 나중에 춤추는 소녀상을 파키스탄으로 반환할 것을 요구했다.
2016년, 파키스탄 변호사 자베드 이크발 자페리는 라호르 고등법원에 조각상의 반환을 청원했으며, 이는 조각상이 "60년 전 델리의 국립 예술 위원회 요청으로 파키스탄에서 가져갔지만 반환되지 않았다"고 주장했다. 그에 따르면, 춤추는 소녀상은 파키스탄에게 모나리자가 유럽에게 그러하듯이 중요하다고 했다. 하지만 파키스탄 정부는 인도에 공식적인 반환 요청을 한 적이 없다.

## 묘사
이것은 모헨조다로에서 발견된 두 개의 청동상 중 하나로, 다른 형식적인 자세들에 비해 더 유연한 특징을 보인다. 소녀는 나체이며, 여러 개의 팔찌와 목걸이를 착용하고, 한 손을 허리에 얹은 자연스러운 서 있는 자세를 취하고 있다. 그녀는 왼팔에 24~25개의 팔찌를, 오른팔에 4개의 팔찌를 착용하고 있으며, 왼손에는 어떤 물건을 들고 허벅지에 올려놓고 있다. 두 팔은 비정상적으로 길다. 그녀의 목걸이에는 세 개의 큰 펜던트가 있다. 그녀는 긴 머리를 어깨에 얹은 큰 빵 모양으로 묶고 있다.

## 해석
1973년, 영국 고고학자 모티머 휠러는 이 유물을 자신이 가장 좋아하는 작은 조각상이라고 묘사했다.

내 생각에 그녀는 15살 정도, 그 이상은 아닐 것이다. 팔에 팔찌를 가득 채우고 아무것도 입지 않은 채 서 있다. 완벽하게, 그 순간만큼은 자신과 세상에 대해 완벽하게 자신감을 가진 소녀. 나는 세상에 그녀와 같은 것은 없다고 생각한다.
모헨조다로에서 이 유물을 발견한 고고학자 존 마셜은 이 유물을 "반쯤 건방진 자세로 손을 허리에 얹고, 다리와 발로 음악에 맞춰 박자를 맞추듯 살짝 앞으로 내민 젊은 소녀"라고 묘사했다. 그는 이 작은 조각상을 보았을 때 놀랐다고 알려져 있다. 그는 "처음 봤을 때 그것들이 선사 시대의 것이라고 믿기 어려웠다"고 말했다. 고고학자 그레고리 포셀은 춤추는 소녀상을 "인더스 유적지에서 가장 매혹적인 예술품"이라고 묘사하며, 그녀를 무용수로 묘사한 것에 대해 "그녀가 무용수였는지는 확신할 수 없지만, 그녀는 자신이 하는 일에 능숙했고 그것을 알고 있었다"고 덧붙였다.
미국의 인더스 문명 전문가인 조너선 케노이어에게 이 유물을 무용수로 해석하는 것은 "인도 무용수에 대한 식민지 영국인의 인식에 기반한 것"이며, "오히려 제물을 나르는 여성을 나타낼 가능성이 더 높다"고 말한다(그는 두 번째 유물도 마찬가지라고 생각한다). 하지만 국립박물관과 같은 대부분의 자료는 그녀를 무용수로 계속 보고 있다.

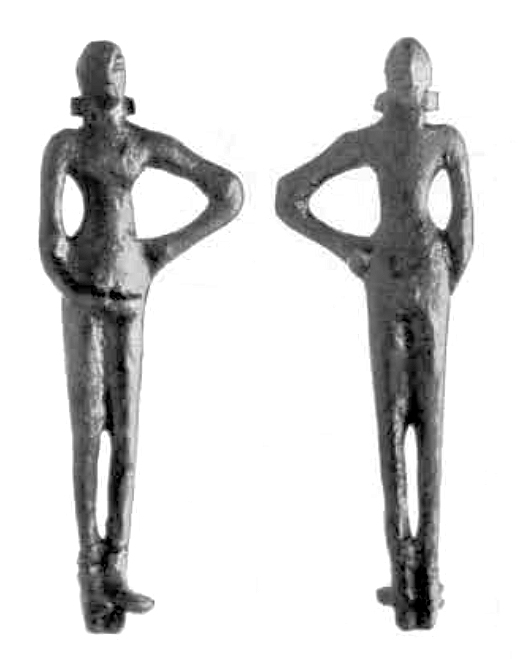
두 번째 청동 소녀상. 현재 파키스탄 국립박물관에 전시되어 있다.

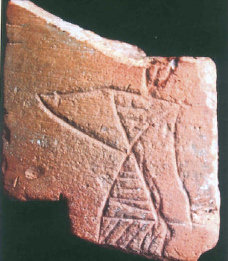
비르라나, 인도에서 발견된 붉은 옹기 조각에 새겨진 춤추는 소녀상 각인

이 조각상은 문명에 대한 두 가지 중요한 발견을 이끌어냈다. 첫째는 그들이 금속 혼합, 주조 및 기타 정교한 방법을 알고 있었다는 것이고, 둘째는 오락, 특히 춤이 문화의 일부였다는 것이다. 이 청동 소녀상은 밀랍 주조 기법을 사용하여 만들어졌으며, 당시 사람들이 청동 작업을 만드는 데 얼마나 전문적이었는지를 보여준다.
매케이는 1930년에서 1931년 모헨조다로의 DK-G 지역에 있는 한 집에서 그의 마지막 전체 발굴 시즌 동안 유사한 청동상을 발견했다. 보존 상태와 장인의 기술은 잘 알려진 춤추는 소녀상보다 열등하다. 이 두 번째 청동 여성상은 파키스탄 국립박물관에 전시되어 있다.
하리아나 주 파테하바드 지구의 하라판 유적지인 비르라나에서 발견된 붉은 옹기 조각에 새겨진 각인은 춤추는 소녀상을 연상시키는 이미지를 보여준다. 발굴 팀장인 인도 고고학 조사국 발굴 부서의 L. S. 라오 감독 고고학자는 "옹기 조각의 선 묘사가 손의 배치 등 청동상의 자세와 너무나도 일치하여 비르라나 장인이 청동상에 대해 직접적인 지식을 가지고 있었던 것으로 보인다"고 언급했다.

## 참고 문헌
- Craddock PT. 2015. The metal casting tradiitons of South Asia: Continuity and innovation. Indian Journal of History of Science 50(1):55–82.
- During Caspers ECL. 1987. Was the dancing girl from Mohenjo-daro a Nubian?Annali, Istituto Oriental di Napoli 47(1):99–105.
- Kenoyer JM. 1998. Seals and sculpture of the Indus cities. Minerva 9(2):19–24.
- Possehl GL. 2002. The Indus Civilization: A Contemporary Perspective. Walnut Creek, California: Altamira Press.
- Prakash B. 1983. Metallurgy in India through the ages. 보관됨 12 4월 2016 - 웨이백 머신 Bulletin of the Metals Museum of the Japan Institute of Metals 8:23–36.
- Sadasivan B. 2011. The Dancing Girl: A History of Early India. Singapore: Institute of Southeast Asian Studies.
- Singh, Kavita, "The Museum Is National", Chapter 4 in: Mathur, Saloni and Singh, Kavita (eds), No Touching, No Spitting, No Praying: The Museum in South Asia, 2015, Routledge, PDF on academia.edu (nb this is different from the article by the same author with the same title in India International Centre Quarterly, vol. 29, no. 3/4, 2002, pp. 176–196, JSTOR, which does not mention this work)